# František Kroutl
František Kroutl (24. únor 1905 České Budějovice – 2. červen 1977 Žilina) byl profesor teorie sdělovací techniky na Vysoké škole dopravy a spojů v Žilině. Zúčastňoval se zasedání Mezinárodní telekomunikační unie.

## Dílo (výběr)
- Signály a hluky. [s.l.]: Nakladatelství dopravy a spojů, 1964. 359 s.
- Teorie sdělování. Část 3. Teorie přenosu vedením. [s.l.]: SNTL, 1962. 126 s.
- Teorie sdělování. Část 4. Sdělovací vedení pod účinkem cizích napětí a proudů.. [s.l.]: SVTL, 1961. 140 s.
- Teorie sdělovacích vedení : vysokoškolská učebnice pro Vysokou školu dopravní v Žilině. [s.l.]: NADAS, 1966. 346 s.

#### Spoluautorství
- KROUTL, František; KONVIT, Milan; KRPATA, Milan. Teorie a logika sdělovacích přenosů. [s.l.]: Nakladatelství dopravy a spojů, 1981. 381 s.